# GPR61
GPR61, G protein-spregnuti receptor 61, je protein koji je kod čoveka kodiran GPR61 genom.
Ovaj gen pripada familiji G-protein spregnutih receptora. Oni sadrže sedam transmembranskih domena i prenose ekstracelularne signale uz pomoć heterotrimernih G proteina. Protein kodiran ovim genom je blisko srodan receptorima biogenih amina.

## Literatura
1. ↑  Lee DK, George SR, Cheng R, Nguyen T, Liu Y, Brown M, Lynch KR, O'Dowd BF (2001). „Identification of four novel human G protein-coupled receptors expressed in the brain”. Brain Res Mol Brain Res. 86 (1–2): 13—22. PMID 11165367. doi:10.1016/S0169-328X(00)00242-4.
2. ↑  Cikos S, Gregor P, Koppel J (2001). „Cloning of a novel biogenic amine receptor-like G protein-coupled receptor expressed in human brain”. Biochim Biophys Acta. 1521 (1–3): 66—72. PMID 11690637. doi:10.1016/s0167-4781(01)00289-5.
3. 1 2  „Entrez Gene: GPR61 G protein-coupled receptor 61”.

## Dodatna literatura
- Gregory SG; Barlow KF; McLay KE;  . (2006). „The DNA sequence and biological annotation of human chromosome 1.”. Nature. 441 (7091): 315—21. PMID 16710414. S2CID 4431933. doi:10.1038/nature04727.
- Kimura K; Wakamatsu A; Suzuki Y;  . (2006). „Diversification of transcriptional modulation: large-scale identification and characterization of putative alternative promoters of human genes.”. Genome Res. 16 (1): 55—65. PMC 1356129 . PMID 16344560. doi:10.1101/gr.4039406.
- Conner AC; Hay DL; Simms J;  . (2005). „A key role for transmembrane prolines in calcitonin receptor-like receptor agonist binding and signalling: implications for family B G-protein-coupled receptors.”. Mol. Pharmacol. 67 (1): 20—31. PMID 15615699. doi:10.1124/mol.67.1. Проверите вредност параметра |doi= (помоћ).
- Gerhard DS; Wagner L; Feingold EA;  . (2004). „The status, quality, and expansion of the NIH full-length cDNA project: the Mammalian Gene Collection (MGC).”. Genome Res. 14 (10B): 2121—7. PMC 528928 . PMID 15489334. doi:10.1101/gr.2596504.
- Strausberg RL; Feingold EA; Grouse LH;  . (2003). „Generation and initial analysis of more than 15,000 full-length human and mouse cDNA sequences.”. Proc. Natl. Acad. Sci. U.S.A. 99 (26): 16899—903. PMC 139241 . PMID 12477932. doi:10.1073/pnas.242603899 .
- Takeda S; Kadowaki S; Haga T;  . (2002). „Identification of G protein-coupled receptor genes from the human genome sequence.”. FEBS Lett. 520 (1–3): 97—101. PMID 12044878. S2CID 7116392. doi:10.1016/S0014-5793(02)02775-8.

## Spoljašnje veze
- GPR61+receptor,+human на 